# König von Kreuzberg
König von Kreuzberg ist der Titel einer achtteiligen deutschen Fernsehserie von Tobias Salfeld (Buch) und Jan Becker (Regie) aus dem Jahr 2005. Sie ist die erste in Deutschland produzierte Ethno-Sitcom nach dem Vorbild amerikanischer Serien wie Die Bill-Cosby-Show.
Die erste Folge der Comedyreihe wurde am 8. April 2005 im freitäglichen Abendprogramm von Sat.1 auf dem beliebten 21-Uhr-45-Sendeplatz ausgestrahlt. Ab dem 10. Juni wurde sie aufgrund geringer Quoten in das Nachtprogramm des Senders verlegt.

## Inhalt
Zentraler Schauplatz der Serie ist ein Dönerladen in Berlin-Kreuzberg, die Hauptfigur sein sympathischer „Juniorchef“ Attila Mellek, der immer bereit ist, anderen (Familie und Freunden) bei allen nur erdenklichen Alltagsproblemchen zu helfen und dabei nicht einmal seinen eigenen Laden auf die Reihe kriegt.

## Quote
Die Comedyreihe erfüllte mit 1,48 Millionen Zuschauern (entspricht einem Marktanteil von 4,9 Prozent) in keiner Hinsicht die Quotenvorgabe der sendenden Anstalt. Nach zwei weiteren Folgen, in denen sich der erwünschte Erfolg immer noch nicht einstellte, wurde die Reihe ins Nachtprogramm verschoben.

## Bedeutung
Trotz ihrer relativen Erfolglosigkeit ist die Serie für die Geschichte des deutschen Fernsehens nicht unbedeutend, da es sich um den ersten Versuch einer deutsch-türkischen Ethno-Comedy mit durchgehender Spielhandlung handelte – einem Format das bereits im darauf folgenden Jahr mit Alle lieben Jimmy (RTL) und Türkisch für Anfänger (ARD) in Deutschland zumindest aus Sicht der Kritik sehr erfolgreich wurde.